# Meg Whitman
Margaret Cushing "Meg" Whitman (Cold Spring Harbor, Estats Units, 4 d'agost de 1956) és una empresària i alta directiva nord-americana. El 2011 va accedir a la direcció de l'empresa Hewlett-Packard, que va dividir per crear dues noves empreses: HP Inc i Hewlett Packard Enterprise (HPE), que des del novembre de 2015 cotitza en borsa, i que va dirigir fins al 2018. Va intentar fer el salt a la política el 2010 com a candidata a governadora de Califòrnia, però va fracassar. De 1998 a 2008 Whitman va ser directora executiva i presidenta d'eBay i va participar en el seu consell d'administració. És una de les dones més riques de l'estat de Califòrnia, amb un patrimoni net de 2.100 milions de dòlars a gener 2015, i ha gastat més dels seus propis diners que qualsevol altre candidat polític autofinançat.
El 2004 va entrar per primera vegada en la llista dels multimilionaris del món de la revista especialitzada en el món dels negocis i les finances Forbes.

## Biografia
Whitman va créixer a Cold Spring Harbor, a Nova York. Després de la preparatòria, va assistir a la Universitat de Princeton, on el 1977 va obtenir el títol d'economista. El 1979 va obtenir el títol de MBA a l'Escola de Negocis de Harvard.

## Carrera professional

### Inicis
Whitman va començar la vida laboral a Procter & Gamble el 1979 i fins a 1981 hi va exercir com a gerenta de Marca. Posteriorment va treballar durant vuit anys en la signatura de consultoria Bain and Company, arribant a la posició de vicepresidenta.
En el període comprès entre 1989 i 1992, Whitman va treballar a Walt Disney Company, on va exercir com a vicepresidenta sènior de màrqueting per a la divisió de productes de consum.
De 1995 a 1997, Whitman va ser presidenta i CEO de Florists Transworld Delivery (FTD), posició que va deixar per convertir-se en la gerenta general de la divisió preescolar de Hasbro Inc.

### eBay
Ha estat presidenta i CEO de la botiga a Internet eBay des de març de 1998. Es va unir a eBay quan la companyia tenia 30 empleats i tenia operació només als Estats Units. En l'actualitat eBay és una organització global amb més de 9,000 empleats.
Addicionalment a la gerència d'eBay, pertany a la Junta directiva de Procter & Gamble i DreamWorks SKG. D'acord amb la revista Forbes, la fortuna de Whitman s'estima en més d'$1.5 bilions de dòlars pel 2005.
El 2005, va ser entrevistada per la Junta directiva de Disney per succeir Michael Eisner com a CEO, nominació que després d'una setmana va rebutjar, cosa que va obligar a seleccionar Robert Iger.

### Hewlett-Packard
El gener del 2011 es va unir a la Junta directiva de Hewlett Packard i el 22 de setembre del mateix any va ser nomenada directora general, tot succeint en el càrrec Leo Apotheker 11 mesos després que fos nomenat.
Whitman va decidir la divisió del negoci d'HP creant dues noves empreses, HPInc. centrada en el negoci de les impressores i ordinadors personals i presidida per Dion Weisler, i HP Enterprise (HPE), de la qual Whitman és a més consellera delegada dedicada a sistemes i serveis per a empreses, programari, gestió i serveis d'emmagatzematge virtual.
Al novembre de 2015 va fer el tret de sortida de HPE a Wall Street tot culminant el seu projecte.

## Carrera política
El 2010 va intentar fer el salt a la política i va ser candidata republicana al càrrec de governadora de l'Estat de Califòrnia, però va perdre les eleccions contra Jerry Brown.
Whitman va ser partidària de la campanya presidencial de Mitt Romney ja al 2008 i va estar en el seu equip nacional de finances. Després que Romney es retirés de la carrera i donés suport a John McCain, Whitman es va unir com a copresidenta nacional a la campanya presidencial de McCain, que l'esmentà com a possible secretària del Tresor, però va perdre davant de Barack Obama.
Durant les primàries republicanes de 2012, Whitman va tornar a donar suport a Mitt Romney, i abans de perdre davant Obama el nom de Whitman va ser esmentat com a possible membre del gabinet en una futura administració Romney.
Durant les primàries republicanes de 2016, Whitman va ser copresidenta financera de la campanya presidencial de Chris Christieː un cop es retirà de la carrera i donà suport a Donald Trump, Whitman va demanar a altres donants de Christie que rebutgessin a Trump,  a qui va comparar amb Adolf Hitler i Benito Mussolini. A l'agost, Whitman va donar suport a la campanya presidencial de la demòcrata Hillary Clinton, tot i reconeixent les seves diferències programàtiques.
Whitman va parlar en la Convenció Nacional Demòcrata de 2020 en suport del candidat presidencial Joe Biden.